# 沙鹿街
沙鹿街，為1938年~1945年間存在之行政區，轄屬台中州大甲郡，1920年設沙鹿庄，1938年升格為沙鹿街。今台中市沙鹿區。

## 街原名
原屬
- 大肚中堡之沙轆、南勢坑庄、北勢坑庄、竹林庄
- 大肚上堡之公館、西勢藔庄、鹿藔庄
- 沙轆改稱沙鹿

## 行政區劃
沙鹿街轄域內分為沙鹿、南勢坑、北勢坑、竹林、公館、西勢寮、鹿寮七個大字。
- 沙鹿大字下有「沙鹿」、「潭子墘」、「斗抵」小字名
- 竹林大字下有「竹林」、「犁分」小字名
- 北勢坑大字下有「北勢坑」、「六路厝」小字名
- 南勢坑大字下有「南勢坑」、「埔子」小字名

上述大字相對於現今地名如下：
沙鹿：居仁里、洛泉里、沙鹿里、美仁里、興仁里、斗抵里、興安里
南勢坑：南勢里、埔子里、三鹿里
北勢坑：福興里、北勢里、晉江里、六路里
竹林：竹林里、犂分里
公館：公明里、清泉里（原里名公館，民國54年，改名清泉）
西勢寮：西勢里
鹿寮：鹿寮里、鹿峰里